# Azteca gnava
Azteca gnava är en myrart som beskrevs av Auguste-Henri Forel 1906. Azteca gnava ingår i släktet Azteca och familjen myror.

## Underarter
Arten delas in i följande underarter:
- A. g. cayennensis
- A. g. gnava
- A. g. surubrensis